# 弗里蒙特火炮
|  |

弗里蒙特火炮是美国探险家和政治家约翰·弗里蒙特曾拥有的一门滑膛炮之复原品，为每年内华达大学里诺分校的校运动队内华达狼群与内华达大学拉斯维加斯分校的校运动队UNLV反叛者之间的橄榄球对决“内华达之战”的奖杯。该奖杯的概念由UNLV反叛者的首位主教练比尔·爱尔兰在1969年提出。两队在同年11月22日首次交手，由主场作战的内华达狼群以30-28取胜，但彼时弗里蒙特火炮尚未制作完成。次年的对决为首次使用此奖杯的比赛，胜者UNLV反叛者也因此成为首次赢得弗里蒙特火炮的队伍。目前两队共交手49次，其中内华达狼群获胜29次，UNLV反叛者获胜20次。

## 历史

### 起源
弗里蒙特火炮的历史上可追溯至1966年的一场恶作剧。彼时内华达南方大学的数名学生潜入内华达大学里诺分校，尝试盗窃校园内的一门火炮。他们将火炮拖动了25米左右，但校警随后赶来，参与者或逃跑或被捕。受此启发，内华达大学拉斯维加斯分校的校橄榄球队主教练比尔·爱尔兰在1969年提议制造一门火炮作为两所大学之间橄榄球赛的奖杯。该门火炮由肯尼科特铜业公司内华达分部投资制造，旨在复原探险家和政治家约翰·弗里蒙特在探索内华达、俄勒冈和加利福尼亚等地时携带的一门榴弹炮。据记载，弗里蒙特在内华达山脉的一处雪堆中丢弃了此火炮。双方于当年感恩节首次交手，内华达狼群主场30比28战胜UNLV反叛者。此时马凯体育场尚未安装照明，在内华达狼群于最后一分钟射入致胜球时场地十分昏暗，UNLV反叛者称这一球并未打进球门，但裁判和大部分观众均认为该球射中。

### 交换历史
1970年为双方争夺弗里蒙特火炮的首场比赛。UNLV反叛者以49比20获胜，成为首支获得弗里蒙特火炮的队伍。此后，获胜一方可保有该火炮直至下年对阵
1973年，内华达大学雷诺分校一名军事科学专业的学生在狼群队获胜时用弗里蒙特火炮开炮庆祝。自此之后，弗里蒙特火炮在两队对决中每次达阵时都会开火。这一传统一直延续至2001年因火炮损坏而停止。
1978年，内华达狼群于客场击败UNLV反叛者，时隔四年再次获得弗里蒙特火炮的控制权。狼群队主教练克里斯·奥尔特命令队员设法将火炮拆卸成小块并装入行李箱以便将其带上返回雷诺的飞机。
由于NCAA的分级与联盟变动，两队在1980年代分属不同联盟，对阵次数寥寥无几，UNLV反叛者也因此持有火炮数年。1989年，双方对阵密度再次回到原先的一年一次。
2000年，UNLV反叛者以38-7击败内华达狼群，时隔五年再次夺回弗里蒙特火炮。赛后，兴奋的球迷与球员尝试举起火炮庆祝，期间不慎将其摔落在地致其损坏。内华达大学拉斯维加斯分校的运动部门斥资1500美元以在下一场主场比赛前修复。修复的工作人员发现内华达狼群队在炮管内部的刻字中刻有嘲讽UNLV反叛者的标语“University of Notta Lotta Victory”。UNLV反叛者的工作人员随后在炮管内刻上“北方残次品大学”字样以回击内华达狼群队的嘲讽

## 火炮设计

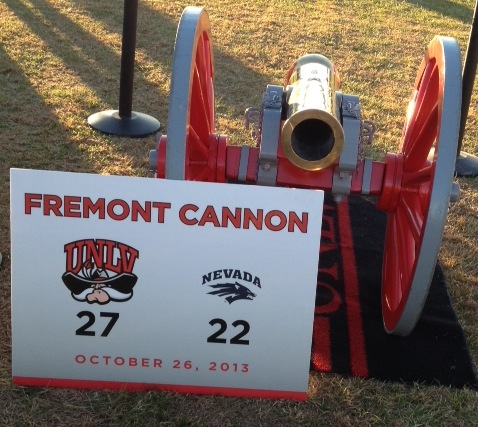
2013年的弗里蒙特火炮，其轮子与炮架被刷成了当年胜者UNLV反叛者的红色，一旁的牌子上写着上次对决的比分

弗里蒙特火炮为一门滑膛炮，重达247公斤，是大学橄榄球中最重的奖杯。这门火炮于1969年耗费1万美元制造，约合今日的6万3千美元，也是最昂贵的大学橄榄球奖杯。在弗里蒙特火炮易主后，新主人会用各自的校色重新涂刷其炮架和轮子：内华达狼群为深蓝色，UNLV反叛者为红色。

## 暴力事件
由于内华达狼群与UNLV反叛者是该州唯二处于NCAA第一级联赛的队伍，双方长期为宿敌关系。1995年的比赛结束时，UNLV反叛者的安全卫昆西·桑德斯将他的头盔掷向对方主教练奥尔特。虽桑德斯并未扔中，但双方仍很快打作一团。在2003年的比赛中，UNLV反叛者的主教练约翰·罗宾逊在中场休息时被一名内华达狼群队球迷投掷的啤酒瓶砸中。在2019年的比赛后，内华达狼群队防守端锋奥斯丁·阿诺德拳击了促成致胜达阵的UNLV反叛者队四分卫肯扬·奥布拉德。随后，数名UNLV反叛者队球员冲上前保护奥布拉德，最终在球场上引发了一场大乱斗。根据录像显示，当时现场不但有污言秽语，观众席上还有人朝球员投掷物品。

## 对阵记录
比分一栏左侧代表获胜球队之得分

*代表主场球队

队名前的#代表球队在比赛前为美联社所选出的对应级别全国25强之一，后方的数字为其当时的排名
| 日期                                   | 获胜方         | 落败方      | 比分      |
| -------------------------------------- | -------------- | ----------- | --------- |
| 1969-11-22                             | 内华达狼群*    | UNLV反叛者  | 30-28     |
| 1970-11-21                             | UNLV反叛者*    | 内华达狼群  | 42-30     |
| 1971-11-20                             | UNLV反叛者     | 内华达狼群* | 27-13     |
| 1972-11-18                             | 内华达狼群     | UNLV反叛者* | 41-13     |
| 1973-11-17                             | 内华达狼群*    | UNLV反叛者  | 19-3      |
| 1974-11-16                             | #2 UNLV反叛者* | 内华达狼群  | 28-7      |
| 1975-11-22                             | UNLV反叛者     | 内华达狼群* | 45-7      |
| 1976-11-20                             | #7 UNLV反叛者* | 内华达狼群  | 49-33     |
| 1977-11-19                             | UNLV反叛者     | 内华达狼群* | 27-12     |
| 1978-09-16                             | 内华达狼群     | UNLV反叛者* | 23-14     |
| 1979-09-15                             | UNLV反叛者     | 内华达狼群* | 26-21     |
| 1983-09-03                             | 内华达狼群     | UNLV反叛者* | 18-28     |
| 1985-11-16                             | #7 内华达狼群* | UNLV反叛者  | 48-7      |
| 1987-10-03                             | UNLV反叛者*    | 内华达狼群  | 24-19     |
| 1989-11-11                             | 内华达狼群*    | UNLV反叛者  | 45-7      |
| 1990-10-20                             | #3 内华达狼群  | UNLV反叛者* | 26-14     |
| 1991-09-07                             | #5 内华达狼群* | UNLV反叛者  | 50-8      |
| 1992-10-17                             | 内华达狼群     | UNLV反叛者* | 14-10     |
| 1993-10-02                             | 内华达狼群*    | UNLV反叛者  | 49-14     |
| 1994-11-19                             | UNLV反叛者*    | 内华达狼群  | 32-27     |
| 1995-10-28                             | 内华达狼群*    | UNLV反叛者  | 55-32     |
| 1996-10-05                             | 内华达狼群     | UNLV反叛者* | 55-7      |
| 1997-09-06                             | 内华达狼群*    | UNLV反叛者  | 31-14     |
| 1998-10-03                             | 内华达狼群     | UNLV反叛者* | 31-20     |
| 1999-10-02                             | 内华达狼群*    | UNLV反叛者  | 26-12     |
| 2000-10-07                             | UNLV反叛者*    | 内华达狼群  | 38-7      |
| 2001-10-06                             | UNLV反叛者     | 内华达狼群* | 27-12     |
| 2002-10-05                             | UNLV反叛者*    | 内华达狼群  | 21-17     |
| 2003-10-04                             | UNLV反叛者     | 内华达狼群* | 16-12     |
| 2004-10-02                             | UNLV反叛者*    | 内华达狼群  | 48-13     |
| 2005-09-17                             | 内华达狼群*    | UNLV反叛者  | 22-14     |
| 2006-09-30                             | 内华达狼群     | UNLV反叛者* | 31-3      |
| 2007-09-29                             | 内华达狼群*    | UNLV反叛者  | 27-20     |
| 2008-09-27                             | 内华达狼群     | UNLV反叛者* | 49-7      |
| 2009-10-03                             | 内华达狼群*    | UNLV反叛者  | 63-28     |
| 2010-10-02                             | #25 内华达狼群 | UNLV反叛者* | 44-26     |
| 2011-10-08                             | 内华达狼群*    | UNLV反叛者  | 37-0      |
| 2012-10-13                             | 内华达狼群     | UNLV反叛者* | 42-37     |
| 2013-10-26                             | UNLV反叛者     | 内华达狼群* | 27-22     |
| 2014-11-29                             | 内华达狼群     | UNLV反叛者* | 49-27     |
| 2015-10-03                             | UNLV反叛者     | 内华达狼群* | 23-17     |
| 2016-11-26                             | 内华达狼群     | UNLV反叛者* | 45-10     |
| 2017-11-25                             | 内华达狼群*    | UNLV反叛者  | 23-16     |
| 2018-11-24                             | UNLV反叛者*    | 内华达狼群  | 34-29     |
| 2019-11-30                             | UNLV反叛者     | 内华达狼群* | 33-30加时 |
| 2020-10-31                             | 内华达狼群     | UNLV反叛者* | 37-19     |
| 2021-10-29                             | 内华达狼群*    | UNLV反叛者  | 51-20     |
| 2022-11-26                             | UNLV反叛者*    | 内华达狼群  | 27-22     |
| 2023-10-14                             | UNLV反叛者     | 内华达狼群* | 45-27     |
| 总胜负：内华达狼群29胜，UNLV反叛者20胜 |                |             |           |